# Elisabeth Mühlenweg
Elisabeth Mühlenweg (Geburtsname Kopriwa, * 27. Mai 1910 in Linz (Österreich); † 15. September 1961 in Allensbach am Bodensee) war eine deutsche Künstlerin, Malerin und Illustratorin von Kinder- und Jugendbüchern.

## Biografie
Elisabeth Mühlenweg wurde als Tochter der Gustava (geb. de Verette) und ihres Mannes, des Zahnarztes Friedrich Kopriwa, geboren. Nach dem Abschluss der „Bundes-Lehrerinnen-Ausbildungsanstalt“ in Linz im Juni 1930 strebte sie wohl eine pädagogische Laufbahn an. Sie besuchte jedoch die Akademie der bildenden Künste Wien, welche zu diesem Zeitpunkt seit zehn Jahren Frauen ausbildete. 1930 bis 1934 war sie dort in der Meisterklasse von Ferdinand Andri. Nach einem Abschluss mit Auszeichnung am 1. Juli 1933 bestand sie im Oktober 1934 an der parallel zur Kunstakademie besuchten Technischen Hochschule Wien die Lehramtsprüfung für das „Zeichnen an Mittelschulen“.
1932 lernte sie in der Meisterklasse Andri Fritz Mühlenweg kennen, den sie nach Abschluss der Akademie am 9. September 1933 im südfranzösischen Beaucaire heiratete.
Im März 1934 gebar sie in Wien das erste ihrer gemeinsamen sieben Kinder, ihre erste Tochter Regina. Nachdem aufgrund der Tausend-Mark-Sperre regelmäßige Zahlungen aus Fritz Mühlenwegs väterlichem Erbteil nicht mehr nach Österreich transferiert werden konnten, zog die Familie im Januar 1935 nach Deutschland, nach Allensbach am Bodensee. Berufliche Pläne scheiterten – eingereichte Entwürfe für Bilderbücher fanden keinen Verlag. Trotz ihrer hervorragenden Zeugnisse und Qualifikationen wurde ihr Antrag auf Übernahme in den deutschen Schuldienst abgelehnt.
Im Juni 1935 kamen der Sohn Christian, im August 1938 die Tochter Claudia, im September 1939 die Tochter Cornelia, im März 1941 der Sohn Andreas, im Januar 1944 der Sohn Florian und im Februar 1950 die Tochter Sabine zur Welt.
Zwischenzeitlich übernahm sie auch die Organisation der Konstanzer Malergruppe 1938, die sie zusammen mit ihrem Mann Fritz Mühlenweg sowie den befreundeten Künstlerkollegen Sepp Biehler, Alexander Rihm und Werner Rohland gegründet hatte. Als die Männer dieser Gruppe zum Wehrdienst für den Zweiten Weltkrieg eingezogen wurden, beschickte sie aus ihrem kinderreichen Alltag heraus Ausstellungen u. a. in München, Freiburg im Breisgau und Mannheim (s. u.). Die Gruppe zerfiel allerdings rasch wieder: W. Rohland übersiedelte 1939 nach Dresden, A. Rihm kam 1944 bei einem Badeunfall ums Leben.
In der Kriegs- und Nachkriegszeit brachte Elisabeth Mühlenweg ihre Familie mit der Ausführung von Auftragsmalereien durch. Dabei war sie auch für ihre Koch- und Backkünste bekannt. Der regional bekannte Maler und Poet Bruno Epple war beeindruckt von Leben, Vielfalt, Kultur und Umtriebigkeit im Haus der Mühlenwegs.
Anfang der 1950er Jahre erfolgte der Durchbruch ihres Mannes als Autor (In geheimer Mission durch die Wüste Gobi).
Am 15. September 1961 starb Elisabeth Mühlenweg nach langer Nierenkrankheit, anderthalb Tage nach dem tödlichen letzten Schlaganfall ihres Mannes.

## Werk
Elisabeth Mühlenwegs künstlerisches Werk umfasst vor allem Kinder-, Blumen- und Landschaftsbilder in Öl, Folienbilder, Hinterglasmalerei, Aquarelle sowie Buchillustrationen.
Ab November 1938 hatte sie Ausstellungen als Mitglied der Konstanzer Malergruppe 1938 (s. o.). Als Hochzeitsgeschenk für die befreundete Konstanzer Kunstgewerblerin Liesel Blattner schuf Elisabeth Mühlenweg ein kunstvoll eingebundenes, selbstgemaltes und -geschriebenes Kochbuch. Ihre eigenen Kinder inspirierten das Ehepaar Mühlenweg zu einer Reihe meist unveröffentlichter Kinderbücher, für die meistens Fritz Mühlenweg die Texte schrieb.
Nachdem Elisabeth Mühlenwegs Vater 1916 mit seiner Familie aus der katholischen Kirche ausgetreten und protestantisch geworden war, konvertierte sie im Alter von 36 Jahren wieder zum Katholizismus – tief empfundener Glaube wurde ihr zur Kraftquelle und Anregung. Ihre religiös inspirierten Bilder spendeten nach diversen Briefzeugnissen vielen Menschen Trost und Hilfe. Auch der damalige Freiburger Erzbischof Conrad Gröber bewunderte sie. Im Frühjahr und Sommer 1947 malte sie im Kolleg St. Blasien zwei lebensgroße Heiligenbilder für die Hauskapelle: St. Aloysius und St. Joseph. Ein Kreuzweg wurde beim Brand des Klosters im Mai 1977 vernichtet.
Weitere religiöse Kunstwerke entstanden für Kirchen in Freiburg und als Auftragsarbeiten für das Kloster Wald (zahlreiche Bilder, Messgewänder, Weihnachts-, Fasten- und Auferstehungsteppiche sowie ein großformatiger Wandbehang mit Motiven aus dem Leben der Heiligen Lioba). Dies waren in erster Linie Entgelte für die sonst unbezahlbar gewesenen Aufenthalte und Abiturabschlüsse der vier Töchter in der Klosterschule.
1948/1949 entstanden die Gemälde Noli me tangere und Madonna (heute im Pfarrheim St. Nikolaus, Allensbach) sowie zwei Wandbehänge für den Hochaltar der katholischen Kirche in Allensbach (Arbeitsaufwand für den Auferstehungs-Teppich: 250 Stunden). Außerdem schuf sie zwei Wandteppiche in Stick- und Applikationstechnik nach den mittelalterlichen Webhandwerks-Motiven der „Weberfresken“ im Haus zur Kunkel (Konstanz) im Auftrag der Fa. Schiesser, Radolfzell. 1951 folgte ein großformatiges Madonnenbild für den barocken linken Seitenaltar der Kirche in Horn (heute im Pfarrheim St. Johannes, Horn). Dieses Gemälde fand auch große Anerkennung bei dem befreundeten Otto Dix.
Außerdem erledigte sie Arbeiten als Illustratorin für die Konstanzer Zeitung Südkurier, die literarische Monatszeitschrift Die Erzählung (1947–1950), den Fährmann und den jährlichen Hauskalender des Herder-Verlages in Freiburg sowie kunsthandwerkliche Arbeiten: Bemalen von Spanschachteln, Holzkästchen, Bauernschränken, Flaschen und Keramiktellern, Anfertigen von Krippenfiguren und Spielzeughäuschen. 1960 gestaltete sie sechs Wandteppiche in Applikationstechnik im Auftrag der politischen Gemeinde Allensbach für die neu erbaute Volksschule (heute im Heimatmuseum Allensbach).

## Ausstellungen
- 1936: Wessenberg-Haus Konstanz: Sonderausstellung Elisabeth Mühlenweg, Überblick über bisheriges Gesamtwerk, mit Entwürfen für Glasfenster, Fresken und Gobelins
- 1937: Kunstverein Konstanz: mit Bildern unter anderem von Fritz Mühlenweg, Sepp Biehler, Werner Rohland und Alexander Rihm
- 1939: Sonderschau Konstanzer Malergruppe 1938 (Tagebucheintrag: ...Eröffnung nach langen Schwierigkeiten. – wegen der Zensur durch die Nationalsozialisten)
- 1940: Mannheimer Kunstverein und Kunstverein Freiburg: wie vor
- 1941: Kunstverein Karlsruhe: wie vor; Baden-Baden: 3. Oberrheinische Kunstausstellung
- 1945: Wessenberg-Haus Konstanz: mit Fritz Mühlenweg, Sepp Biehler und dem Bildhauer Walter Diesch
- 1946: Konstanzer Kulturwochen: Französische und deutsche Malerei
- 1947, wie 1945: Freiburg: mit Ehemann als Mitglieder bei Werkschau der Badischen Secession
- ab nun alljährlich: Stadt Singen, Kunstausstellung (Ölgemälde Rosen hängt seit 1959 im Vorzimmer des Trauzimmers des Singener Rathauses)
- 1948: Karlsruhe, Badischer Kunstverein: Christliche Kunst der Gegenwart
- 1949: Freiburg, Augustinermuseum: Christliche Kunst unserer Zeit
- 1950: Freiburg, Casino: Badische Künstlerinnen
- 1951: München, Haus der Kunst: wie 1947 (Werkschau Bad. Secession)
- 1958: Wien, auf Einladung von Ferdinand Andri: Gedächtnisausstellung zu seinem 85. Geburtstag zusammen mit Werken ihres Mannes
- 1963: Konstanz, Arztpraxis Dr. Scholz: Gedächtnisausstellung
- 1964: Singen, Rathaus: dto.
- 1996: Gaienhofen, Hermann-Hesse-Museum: Bilder des Künstlerpaares Mühlenweg
- 2006: Allensbach, Gnadenkirche: Gesamtausstellung Elisabeth und Fritz Mühlenweg
- 2010: wie vor: Heimatmuseum der AGA Allensbach: Sonderausstellung zum 100. Geburtstag von Elisabeth Mühlenweg
- 2020 (9. Mai bis 30. August) mehrere Werke in: Beruf: Künstlerin! Zehn deutsche Malerinnen am Bodensee[6]

## Veröffentlichungen
- 1948/1949: weite Verbreitung der Allensbacher Madonna als Kunstpostkarte der Verlagsgruppe te Neues sowie als Poster und Andachtsbildchen.
- Die Weihnachtsgeschichte nach der Heiligen Schrift erzählt. Bebilderung. Otto Maier Verlag, 1949.
- Nuni. Herder, 1953; Autor: Fritz Mühlenweg.
- Kommet ihr Kinder! Illustrationen; Autor: Albert Thomas. Herder,  Freiburg 1954, 1986.
- Kasperl mit der Winduhr. Illustrationen; Autor: Fritz Mühlenweg. Herder,  Freiburg 1956.
- In jenen Tagen / Die Geschichte von dem Jungen, der die zwei Fische und fünf Brote brachte – Eine Kommunion-Erzählung für Kinder. Bebilderung. 1957, 1972, 1978; Autor: Fritz Mühlenweg.
- Der Religionsunterricht für die beiden unteren Schuljahre der Grundschule. Mit 8 Bildern von Elisabeth Mühlenweg. 1958.
- Der Familienausflug. Bilderbuch, Herder,  Freiburg 1960; Autor: Fritz Mühlenweg.
- Echter und falscher Zauber: Geschichten von der Mongolei. Illustrationen. Herder,  Freiburg 1963; Autor: Fritz Mühlenweg.
- Kochbuch für Liesel, 2010; Faksimile des Kochbuchs für Liesel Blattner.
- Fritz und Elisabeth Mühlenweg: Der Familienausflug / Zugaatai aylal – Eine Erzählung. Neuauflage in deutscher und mongolischer Sprache, Lengwil 2011.

## Auszeichnungen
- Nuni, Kasperl mit der Winduhr, In jenen Tagen: ausgezeichnet als „schönste deutsche Bücher“ der Jahre 1953, 1956 und 1957.

## Rezeption
Ende Juni 2012 wurde im ehemaligen Wohnort der Familie in Allensbach am Bodensee ein Mühlenweg-Museum eröffnet.
In Allensbach besteht eine Elisabeth Mühlenweg-Straße.